# Katharina Rosing
Katharina Rosing (9. Oktober 1870 in Jever – 17. August 1956 in Freiburg im Breisgau) war eine deutsche Konzert- und Opernsängerin der Stimmlage Sopran. Sie trat bei den Bayreuther Festspielen auf.

## Leben und Werk
Ihre wichtigste Gesangslehrerin war Luise Ress (1843–1908) in Berlin. Sie debütierte bereits während des Studiums im Jahr 1893 als Elsa im Lohengrin am Stadttheater Lübeck. In der Spielzeit 1895–96 war sie am Stadttheater Chemnitz verpflichtet. 1896, in der ersten Bayreuther Aufführungsserie des Ring des Nibelungen nach Wagners Tod, übernahm sie die Wellgunde und die Grimgerde. Es folgten zwei Spielzeiten am Stadttheater Magdeburg. Von 1898 bis 1901 zählte sie zum Ensemble des Opernhauses Düsseldorf. 1899 gastierte sie mit ihren Bayreuther Partien an der Oper von Amsterdam. Sie heiratete den dänischen Bassisten Emil Holm (1867–1950), der in Wagner-Partien reüssierte, aber auch viele Rollen des französischen und italienischen Repertoires sang. Nach der Hochzeit trat sie auf der Opernbühne nur mehr gastierend auf und konzentrierte sich auf den Liedgesang und Auftritte in Chor-Orchesterkonzerten. Wichtige Bühnenrollen waren die Pamina in der Zauberflöte und die Donna Elvira im Don Giovanni, die Titelpartie von Webers Euryanthe, die Elisabeth im Tannhäuser und die Sieglinde in der Walküre, weiters die Margarethe im Gounod’schen Faust und die Maria im Trompeter von Säkkingen, komponiert von Viktor Nessler.